# 타마린드 씨드
타마린드 씨드(The Tamarind Seed)는 미국에서 제작된 블레이크 에드워즈 감독의 1974년 영화이다. 줄리 앤드류스 등이 주연으로 출연하였다.

## 출연

### 주연
- 줄리 앤드류스
- 오마 샤리프
- 안소니 퀘일

### 조연
- 댄 오헐리히
- 실비아 심즈
- 오스카 호몰카
- 브라이언 마샬
- 데이빗 바론
- 셀리아 배너맨
- 로저 던
- 샤론 듀스
- 조지 미켈
- 케이트 오마라
- 콘스탄틴 그레고리
- 존 설리반
- 테렌스 플러머
- 레슬리 크로포드
- 알렉세이 조도키모브
- 자넷 헨프리